# Лесковец (Врачанская область)
Лесковец (болг. Лесковец) — село в Болгарии. Находится в Врачанской области, входит в общину Оряхово. Население составляет 704 человека.

## Политическая ситуация
В местном кметстве Лесковец, в состав которого входит Лесковец, должность кмета (старосты) исполняет Васко Маринов Баников (Коалиция в составе 2 партий: Порядок, законность и справедливость (РЗС), Промяна и бъдеще, СЪЮЗ НА ДЕМОКРАТИЧНИТЕ СИЛИ) по результатам выборов правления кметства.
Кмет (мэр) общины Оряхово — Георги Иванов Пенков (Коалиция в составе 2 партий: Национальное движение «Симеон Второй» (НДСВ), Земледельческий народный союз (ЗНС)) по результатам выборов в правление общины.